# Aumetz
Aumetz – miejscowość i gmina we Francji, w regionie Grand Est, w departamencie Mozela.
Według danych na rok 1990 gminę zamieszkiwało 2161 osób, a gęstość zaludnienia wynosiła 209 osób/km² (wśród 2335 gmin Lotaryngii Aumetz plasuje się na 195. miejscu pod względem liczby ludności, natomiast pod względem powierzchni na miejscu 580.).